# Dangyûja
Espèce
Dangyûja est un agrume coréen de l'ile de Jeju couramment classé Citrus maxima. Sa culture est traditionnelle dans les jardins, il est consommé en particulier en tisane sucrée pour ses vertus médicales présumées.

## Dénomination
En coréen 당유자 (dang-yuja) Dangyûja, en chinois 唐柚子 (Táng yòuzi). Localement à Jegu 당유자 (dangyuji ou daeyuji): gros agrume. Parfois Danyuji, Dangyooja, Tang Yuzi, Wangyul, Dangyujanamu. T. K. Lim (2012) en fait le synonyme de pamplemoussier qui se dit 포멜로 (pomello) en coréen, nombreuses sources coréennes affirment qu'il s'agit d'un pur Citrus maxima, tandis que des rares sources évoquent sa (probable) nature hybride.
La taxonomie est confuse, Kim Moon-Hong et Huh In-Ok (1979) décrivent 당유자 (Dang yu ja) comme Citrus tenuissima hort. ex Tanaka nomen nudum. Ils donnent la plante native de Jegu avec C. aurantium 'Ji-Gak', C. platymamma 'Biung-Kiul', C. suavissima 'Dong-Jung-Kiul' (non accepté). On trouve aussi une assimilation non sourcée ni justifiée au yuzu (C. junos).
En l'absence d'une phylogénie basée sur la génomique de la plante il est prudent de retenir qu'il présente une probable hérédité C. maxima (amertume, gros fruit) et d'agrumes à fruits colorés et à peau non adhérente pour les cultivars à gros fruit. Kyung Uk Yi et al. (2021) écrivent «similaire au pamplemoussier», sachant que les agrumes coréens traditionnels se sont depuis longtemps interfécondés.

## Histoire
Slowfood (2014) reprend les allégations coréennes pour en faire un produit traditionnel de race locale; il aurait été importé de Chine il y a 1000 ans. En 1724 le fruit était depuis longtemps offert au roi de la dynastie Joseon. À l'époque actuelle 24 arbres centenaires sont protégés par la loi, en 2011, 200 arbres ont été greffés dans le village de Seohung-dong. La production est anecdotique: 2 t par an (non daté). Sa culture se limite à la région de Seowipo.

Le sources coréennes rapportent la plantation d'un premier arbre en 1653. 

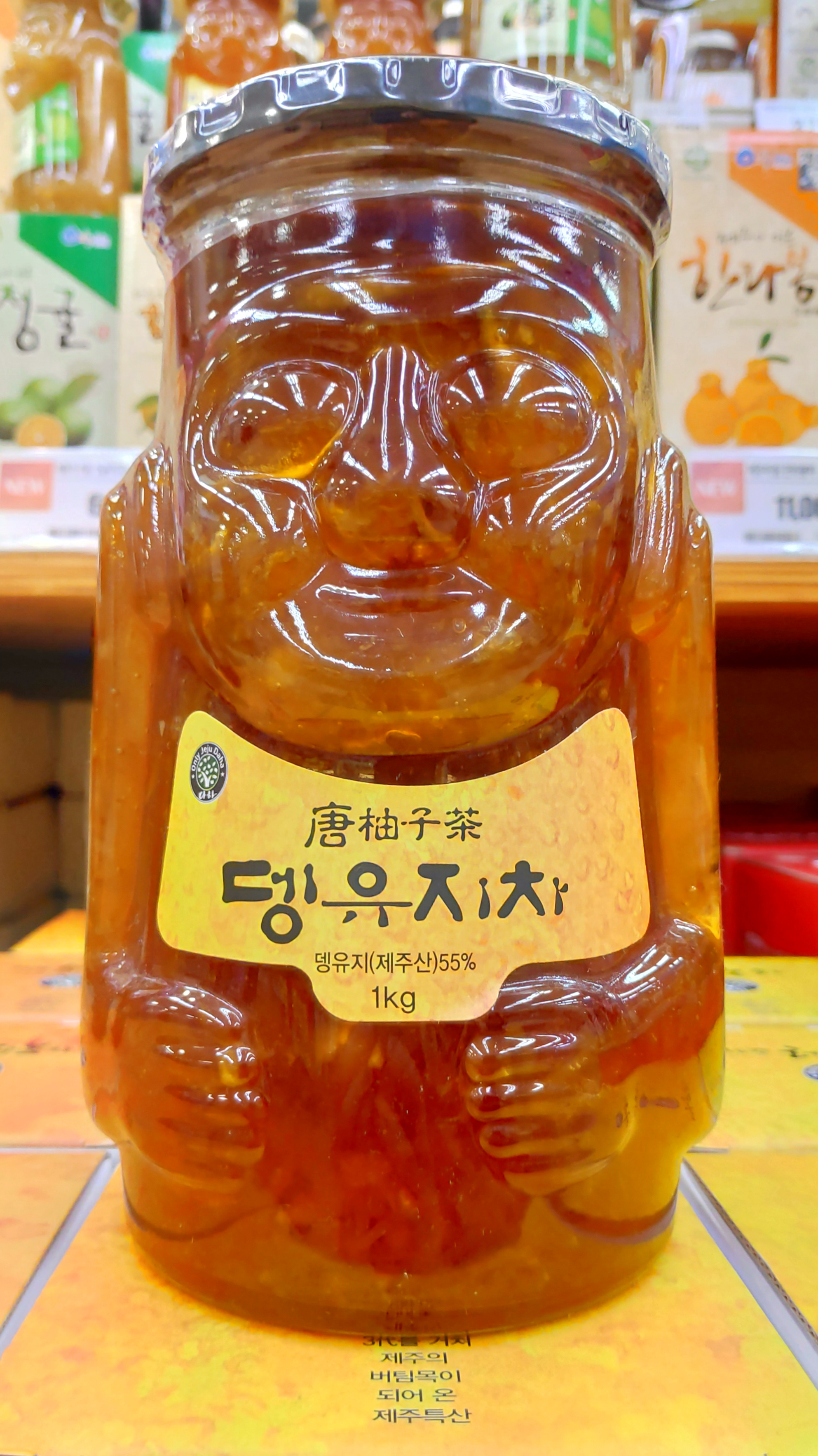
Fruit conservé au sucre Dangyuja-cheong, pour la préparation de boisson

## Description
L'arbre est un pamplemoussier d'environ 6 m de haut. Le fruit qui se récolte en décembre/janvier est ovoïde, à peau lisse, d'un poids moyen de 330 g (écart-type 47 g bien inférieur au C. maxima moyen qui va de 900 g à 1,8 kg), hauteur proche de 10 cm diamètre 9,5 cm, sauf le cultivar à petits fruits 'seol-daengyooza' dont le poids moyen n'est que 220 g, hauteur 8,5 cm diamètre 8 cm. Le niveau de sucre relativement élevé entre 9 et 11 °brix et l'acidité faible (3 à 3,5 %). Il contient une dizaine de graines.
Il en existe divers cultivars décrits par Kyung Uk Yi et al. (2021):
- Le type commun, probable géniteur des cultivars gros fruit et petit fruit.
- Le 'buk-daengyooza', 부푼 (bupun) = buk signifie bouffi ou gonflé en coréen est le cultivar avec le plus gros fruit de 150 à 400 g. La peau couleur oranger a une forte teneur en narirutine (250 mg/100 mg−1).
- Le 'seol-daengyooza', cultivar au plus petit fruit de 110 à 250 g, la feuille est différente: ovale à pétiole plus marqué. Le fruit a une peau plus fine, il est le plus riches en flavonoïdes, la pulpe en rutine et en narangine, la peau en noéhespéridine (presque le double du cultivar gros fruit)[11].

### Composition
Comme tous les C. maxima et dérivés, l'agrume coréen est riche de nombreux composés phytochimiques dont la bioactivité est  importante. Sa peau contient un haut niveau de glycosides de flavanone: néohespéridine (édulcorant à pouvoir sucrant) et de narangine avant maturité (en aout) et aussi de rutine avec une présence de nobilétine ce qui lui confère un pouvoir antioxydant, anti-inflamatoire. On en fait un chenpi à usage pharmaceutique.

## Utilisation

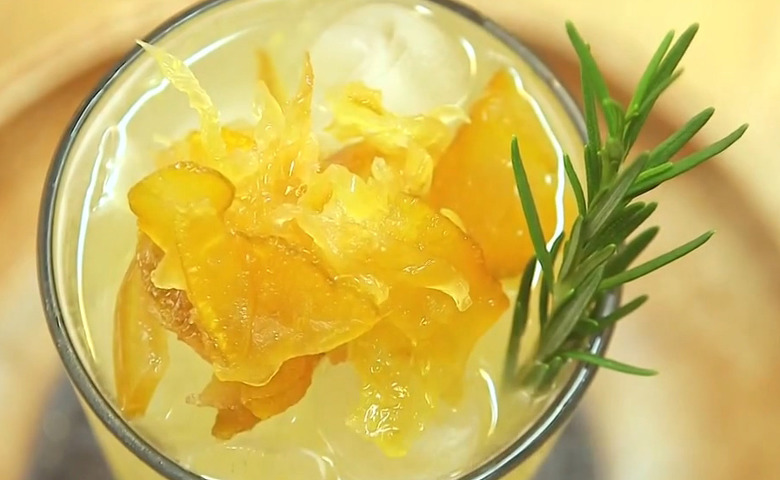
당유자에이드, tisane sucrée au danyuja

Le fruit a une utilisation rituelle de présent devant l'autel des ancêtres. En Corée, où l'habitude de boire des tisanes sucrées à base de marmelade de fruit et de sucre est généralisée, le thé de Danyuja 당유자에이드 (dang-yuja-eideu) se fait en décoction avec l'eau bouillante ou en infusion froide y compris gazeuse.

### Santé
Le 제주 댕유지차 (Jeju Daengyujicha) est un remède traditionnel contre le rhume.
L'administration de poudre de peau de dangyuja dans l'alimentation du rat exerce un effet bénéfique sur l'obésité en améliorant le métabolisme lipidique et en atténuant les problèmes d'hypertension (2010).

### Cosmétique
Un producteur coréen a développé une gamme de cosmétiques afin de profiter des antioxydants naturels du fruit.

## Pages connexes
- Citrus maxima,
- Agrumes coréens de Jeju